# Cabril (Montalegre)
Cabril ist eine Gemeinde (Freguesia) im portugiesischen Kreis Montalegre. In ihr leben 512 Einwohner (Stand 19. April 2021).